# Diogo de Melo de Castro

Diogo de Melo de Castro foi o 11º e 13º Governador do Ceilão Português . Foi nomeado pela primeira vez em 1633 por Filipe III de Portugal, foi governador até 1635 e depois de 1636 até 1638. Morreu na Batalha de Gannoruwa e foi sucedido por Jorge de Almeida e António Mascarenhas respetivamente. 